# Diễn Phong
Diễn Phong là một xã thuộc huyện Diễn Châu, tỉnh Nghệ An, Việt Nam.
Xã có diện tích 4,19 km², dân số năm 1999 là 4.478 người, mật độ dân số đạt 1.069 người/km².